# Gerolamo Boccardo

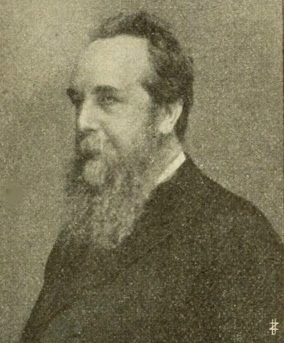
Gerolamo Boccardo

Gerolamo Boccardo, född 16 mars 1829 i Genua, död 20 mars 1904 i Rom, var en italiensk nationalekonom.
Boccardo verkade länge som professor vid sin födelsestad Genuas universitet och var dessutom senator samt medlem av "statsrådet". Hans betydelse beror framför allt på en ovanlig stilistisk förmåga; tack vare denna har hans första och förnämsta arbete, Trattato teorico-pratico di economia politica (3 delar, 1853; 7:e upplagan 1885), ansenligt bidragit att återuppväcka intresset för nationalekonomiska 
studier i Italien. Till sin teoretiska åskådning var Boccardo tämligen eklektisk och sökte hålla en medelväg mellan liberalism och socialism; mot den sista riktar sig skriften Socialismo sistematico e socialisti inscienti (1896). Bland hans övriga vetenskapliga 
produktion märkas den värdefulla samlingen Biblioteca dell'economista, som Boccardo sedan 1874 utgav och försåg med inledningar, samt arbetet I principii della scienza e dell'arte delle finanze (1887). Han författade även skrifter i historia och geografi samt var känd som talare i senaten, dock utan stark partifärg.